# 野菜生産出荷安定法
野菜生産出荷安定法（やさいせいさんしゅっかあんていほう、昭和41年7月1日法律第103号）は、主要な野菜の生産地域における生産および出荷の安定等を図り、野菜農業の健全な発展と国民消費生活の安定に関する日本の法律である。略称は野菜法。

## 指定野菜
第1条でいう「主要な野菜」を具体化したもので、第2条で「消費量が相対的に多く又は多くなることが見込まれる野菜であつて、その種類、通常の出荷時期等により政令で定める種別に属するもの」と定義されている。その種類や通常の出荷時期は野菜法施行令第1条に定められている。
指定野菜の価格の著しい低落があった場合には、独立行政法人農畜産業振興機構の登録出荷団体との間に委託関係のある委託生産者に対しては生産者補給交付金、機構が行う登録を受けた登録生産者に対しては生産者補給金が交付される（第10条）。
1974年（昭和49年）以来、キャベツ、きゅうり、さといも、だいこん、トマト、なす、にんじん、ねぎ、はくさい（結球はくさい及び半結球はくさいに限る。）、ピーマン、レタス、たまねぎ、ばれいしょ、ほうれんそうの14品目となっていた。
2026年度に後述の特定野菜となっているブロッコリーが指定野菜に格上げとなる予定である。

## 野菜指定産地
第1条でいう「一定の生産地域」を具体化したもので、指定野菜の生産や出荷の近代化を計画的に進め、指定野菜の価格の安定を図り、指定野菜の集団産地として育成していく観点から、都道府県知事の申出を受けて農林水産大臣が指定する産地を「野菜指定産地」という。

## 特定野菜
指定野菜に準じる消費生活上および地域農業振興上重要性をもつ野菜で、農林水産省令（野菜生産出荷安定法施行規則8条）で定める野菜を「特定野菜」という。
2024年1月現在、アスパラガス、カリフラワー、セルリー、ブロッコリー、こまつな、しゅんぎく、ちんげんさい、ふき、みずな、みつば、にら、かぼちゃ、スイートコーン、えだまめ、グリーンピース、さやいんげん、さやえんどう、そらまめ（乾燥したものを除く。）、かぶ、ごぼう、れんこん、かんしょ、しょうが、にんにく、やまのいも、生しいたけ、いちご、すいか、メロン（温室メロンを除く。）、オクラ、ししとうがらし、にがうり、みょうが、らっきょう、わけぎが定められている。
以上の35品目を「特定野菜等」とし、野菜生産出荷安定法施行規則8条に直接定められている29品目を「特定野菜」、同条により「その他特にその供給の安定を図る必要がある野菜として農林水産大臣が定めるもの」を特認野菜ということもある。35品目のうち、オクラ、ししとうがらし、にがうり、みょうが、らっきょう、わけぎの6品目が特認野菜である。